# Hołoborod´kiwśke
Hołoborod´kiwśke (ukr. Голобородьківське) – wieś na Ukrainie, w obwodzie połtawskim, w rejonie połtawskim, w hromadzie Karliwka. W 2001 liczyła 654 mieszkańców.